# Villa bigoti
Villa bigoti är en tvåvingeart som beskrevs av Hall 1976. Villa bigoti ingår i släktet Villa och familjen svävflugor. Inga underarter finns listade i Catalogue of Life.